# Sonya Hedenbratt
Sonya Elisabet Hedenbratt-Bolin (født Hedenbratt 4. marts 1931 i Göteborg, Sverige, død 5. april 2001 sammesteds) var en svensk jazzsangerinde, skuespillerinde og revyartist. Hun blev betragtet som en af Sveriges mest berømte jazzsangere.
Hedenbratt blev født på Fjällgatan 16 i bydelen Masthugget i Göteborg, hvorefter hun boede på Klamparegatan 21. Hun kom tidligt i kontakt med jazzmusikken, primært gennem sin storebror Östen Hedenbratt, som var musiker. Han tog Sonya med til dansestedet Kungshall, hvor hun som 17-årig gjorde sin første sceneoptræden på jazzklubben Nalen i Stockholm og herefter fik sit gennembrud. Hun vandt en sangkonkurrence i 1961 og blev kåret som "Göteborgs Doris Day". Hun fik en pokal og en hundredekroneseddel for præstationen.
I løbet af sin karriere arbejdede hun hovedsageligt i Göteborg, hvor hun også var født og tilbragte hele sit liv.
Hun var en del af besætningen i adskillige af Hasse & Tages shows, herunder Gröna hund og Gula Hund, og arbejdede også sammen med musikere såsom Jan Johansson, Gösta Bernhard, Putte Wickman, Charlie Norman og Beppe Wolgers.
I slutningen af 1960'erne og starten af 1970'erne optrådte Hedenbratt sammen med Sten-Åke Cederhök i tv-revyerne (buskis) Jubel i busken og Låt hjärtat va me. Hun spillede sin sidste koncert i maj 1999.
Hedenbratt var desuden krediteret som skuespillerinde i Hasse & Tages Svenska bilder fra 1964, Ingmar Bergmans Fanny og Alexander fra 1982 hvor hun spillede Tante Emma, og tv-produktionen af Mor gifter sig af Moa Martinson.
Hedenbratt er blevet hædret med en mindeplade på Liseberg, og har fået en gade opkaldt efter sig i Örgryte. Hun døde på Sahlgrenska Universitetssjukhuset efter kort tids sygdom og er begravet på Östra Kyrkogård.

## Filmografi
| År   | Titel                 | Rolle                        |
| ---- | --------------------- | ---------------------------- |
| 1964 | Svenska bilder        | Kvinde som sælger grøntsager |
| 1966 | Syskonbädd 1782       | Fru Storck                   |
| 1973 | Ebon Lundin           | Kallskänkan                  |
| 1980 | Sverige åt svenskarna | Fair Inga-Lill               |
| 1982 | Fanny og Alexander    | Tante Emma - Ekdahlska huset |